# Niklas Winroth
Erik Niklas Winroth, född 23 mars 1990 i Lundby församling i Västerås, är en svensk innebandyspelare i Storvreta IBK.
Meriter:
- Junior-VM-guld 2009
- SM-guld 2011, 2012, 2016, 2018, 2019.
- I SM-finalen 2019 satte Winroth spiken i kistan med matchens sista mål i öppen bur och fastställde slutresultatet till 5-3.